# Fundvogel
Fundvogel ist ein später deutscher Stummfilm mit Camilla Horn in der Titelrolle. Ihr zur Seite stehen Franz Lederer und Paul Wegener als besessener Arzt und skrupelloser Wissenschaftler. Der Geschichte liegt der gleichnamige, phantastische Roman (1928) von Hanns Heinz Ewers zugrunde.

## Handlung
Der junge Jan Bergwall besucht auf Schloss Woyland seine Großmutter, die sogenannte Zentgräfin. Dort kommt es zur Wiederbegegnung mit seiner Cousine Andrea, die von allen zumeist „Fundvogel“ genannt wird. Jan ist fasziniert von der Schönheit des jungen Mädchens, und bald liegt zwischen den beiden eine erotische Spannung in der Luft. Obwohl beide viel füreinander empfinden, haben sie doch Angst, sich zu binden, obwohl die herrische Großmutter unbedingt eine Vermählung der beiden anstrebt. Aus Panik, sich Andrea gegenüber zur Ehe verpflichtet zu fühlen, entflieht Jan diesem Ort. Andrea ist zutiefst enttäuscht und sinnt auf Rache. Aus Trotz lässt sie sich auf den Falkner Bartel ein und wird später in einer Holzhütte vergewaltigt. Die Zentgräfin, auf Sitte und Moral bedacht, schickt daraufhin Fundvogel in ein Kloster. Von dort bricht sie aus und flieht in die Arme Jans. Als dieser aus einem Brief der Gräfin erfährt, was mit Andrea geschehen ist, verlässt er sie ein zweites Mal. In ihrer Verzweiflung stürzt sich Fundvogel daraufhin von einer Brücke in selbstmörderischer Absicht in die Wasserfluten. 
Fundvogel wird aus dem tosenden Nass gerettet und zu dem Arzt Dr. Reutlinger gebracht. Der entspricht ganz dem Filmklischee des „verrückten Wissenschaftlers“, der von seinen ernstzunehmenden Kollegen ausgegrenzt und wegen seiner mehr als zweifelhaften Methoden verachtet wird. Von der wahnhaften Aufgabe beseelt, mit kriminellen Methoden eine Transplantation der Geschlechter vorzunehmen, schreckt der skrupellose Reutlinger auch vor ethisch fragwürdigen Experimenten nicht zurück. In Andrea alias Fundvogel glaubt der Mediziner nun ein passendes Objekt für sein angestrebtes Geschlechteraustausch-Experiment gefunden zu haben. Doch Jan erfährt davon, in welche Hände Fundvogel geraten ist. Er greift im letzten Moment ein und rettet das Mädchen aus den Klauen des unheimlichen Menschenexperimentators. Bei dem ist die Enttäuschung darüber derart groß, dass Reutlinger wenig später dem Wahnsinn verfällt.

## Produktionsnotizen
Fundvogel entstand im Mai 1929 im Jofa-Filmatelier, passierte am 25. April 1930 die deutsche Filmzensur und wurde mit Jugendverbot belegt. Die Länge des Siebenakters betrug 2505. Die Uraufführung fand am 20. Mai 1930 in Berlins Primus-Palast statt. 
Hermann Warm gestaltete die von Mathieu Oosterman ausgeführten Filmbauten.

## Wissenswertes
Für Paul Wegener, der zwischen 1927 und 1932 weitgehend eine Filmpause eingelegt hatte, bedeutete in jenen fünf Jahren dieser sehr späte Stummfilm die einzige Rückkehr vor die Kamera. Wegener, der zwei seiner größten Filmerfolge (Der Student von Prag, Alraune) phantastischen Romanvorlagen Hanns Heinz Ewers’ verdankte, hatte sich zu dieser Rückkehr entschieden, da auch zu diesem Stoff Ewers die Originalgeschichte verfasst hatte. Diese Entscheidung sollte sich als Fehler erweisen, denn die Kritik ließ kaum ein gutes Haar an dieser Ewers-Adaption des weitgehend film-unerfahrenen Regisseurs Wolfgang Hoffmann-Harnisch (siehe unten).

## Kritiken
Die Wiener Zeitung befand: „Ein stummer Film, der, wenigstens bei seiner Erstaufführung, zu einem originellen Geräuschfilm wurde. Ton- und Geräuschuntermalung besorgte allerdings diesmal das Publikum; insoweit es bei Schluß der Vorführung noch anwesend war, hat es auf dieses Lichtspiel gepfiffen. So brausend zischen und einmütig schimpfen hat man in einem Wiener Kino noch nicht gehört. Eigentlich war es aber doch sehr lustig, besonders wenn es dämonisch oder dramatisch wurde, war die Heiterkeit unwiderstehlich. (…) Paul Wegener ist recht übel beraten worden, als er diese Rolle übernahm und daraus einen rasenden Beethoven machte. Noch ein paar solche Filme und der stumme Film ist ganz tot.“
In Die Stunde hieß es: „… der stumme Film sollte in seiner idealen Fassung möglichst wenig Zwischentitel haben. Man ist heute gegen das Zerreißen der Stimmung schon sehr empfindlich geworden. Und die Regie des „Fundvogel“ arbeitet allzu viel mit Texten, mit Briefen und Schriftstücken, die die Handlung antreiben müssen. Paul Wegener gibt wieder einer seiner von Mystik umglänzten gewaltigen und gewalttätigen Gestalten, der herrische Ausdruck seines Gesichtes, die suggestive Kraft seines Auges wirken wie nur je.“
Im Kino-Journal war zu lesen: „Paul Wegener, grausam und großartig in seinem wissenschaftlichen Wahn, Franz Lederer, wie immer ein liebenswürdiger, junger Mann, nur bei Camilla Horn hilft die Schönheit nicht über eine zeitweilige Unzulänglichkeit, namentlich in der Szene in der Waldhütte, hinweg.“